# Großkronkanzler

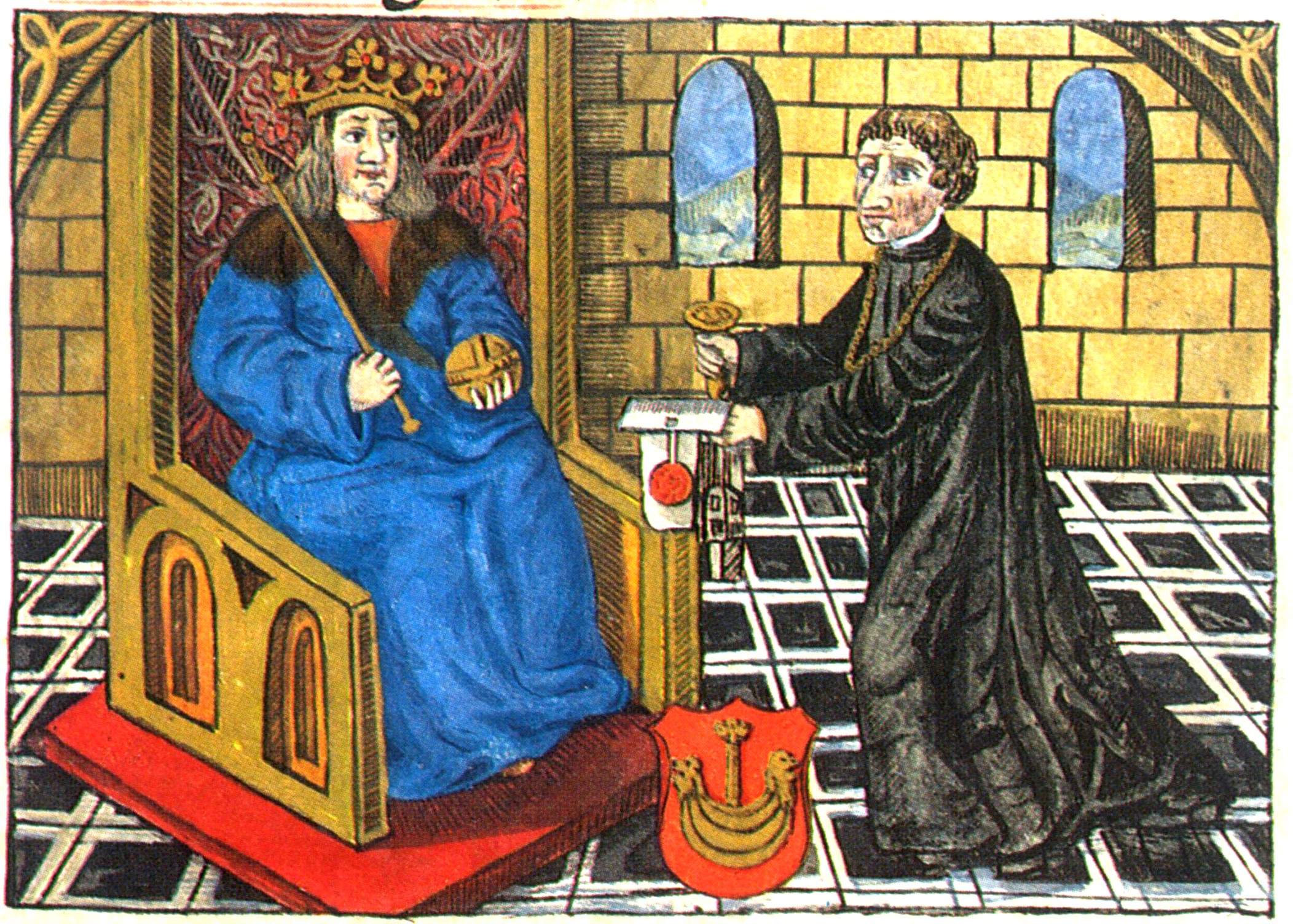
Großkronkanzler Johannes a Lasco vor König Alexander

Großkronkanzler (poln. Kanclerz wielki koronny) war ein Hofamt im Königreich Polen und in der Adelsrepublik Polen-Litauen. Der Kanzler war für die Verwaltung der königlichen Kanzlei sowie für die Außenpolitik verantwortlich. Seit Anfang des 12. Jahrhunderts wurde dieses Amt von geistlichen Würdenträgern bekleidet. Während des polnischen Partikularismus im 13. Jahrhundert hielten die meisten Teilfürsten eigene Kanzler, wobei der Krakauer Kanzler stets die Führungsposition hatte. Nach der Wiedervereinigung des Königreichs Polen Anfang des 14. Jahrhunderts blieb nur noch der Krakauer Kanzler übrig. Nach der Union von Lublin gab es zwei Kanzler, den Großkronkanzler für die Polnische Krone und den Großkanzler von Litauen. Ersterer war für die Außenpolitik im Westen und letzterer für die Außenpolitik im Osten zuständig. Der Großkronkanzler war nach dem König der wichtigste Beamte im Staat und wachte darüber, dass der König sich an das Recht hielt, insbesondere an die Pacta conventa. Er stand auch dem Königlichen Gericht vor. Mit der Zeit bildete sich auch das Amt des Unterkronkanzlers aus, der Stellvertreter des Großkronkanzlers war. Die Verteilung der Aufgaben zwischen beiden oblag dem Großkronkanzler nach seinem Ermessen. In der Neuzeit war in der Regel einer der Kanzler geistlicher und der andere weltlicher Würdenträger. Das Amt bestand von 1107 bis 1795.

## Nachweise
- Góralski, Zbigniew: Urzędy Staropolskie (polnisch)